# Litteraturåret 1942

## Händelser
- Januari – Bokförlaget Rabén & Sjögren bildas.[1]

### Utan datum
- Narcis av den unge skådespelaren, pjäsförfattaren och poeten Radovan Ivšić, hans första tryckta diktbok, utgiven på eget förlag, en korska pjesma, det vill säga en dikt för kör, eller för recitation av flera röster, konfiskeras av myndigheterna i den så kallade Oberoende staten Kroatien, på direkt order av presidenten.

## Priser och utmärkelser
- Nobelpriset – Priset delades inte ut[2]
- De Nios Stora Pris – Priset delades inte ut
- Gustaf Frödings stipendium – Nils Ferlin

## Nya böcker

### A – G
- Armén vid horisonten, essäer och noveller av Moa Martinson
- Concordia animi av Vilhelm Ekelund
- Farbror blås nya båt av Elsa Beskow[3]
- Fem kornbröd och två fiskar av Hjalmar Gullberg (inkl Död amazon)
- Fem söker en skatt (den första av Fem-böckerna) av Enid Blyton
- Främlingen av Albert Camus
- Gossen på tröskeln av Stina Aronson

### H – N
- Hemmet och stjärnan av Pär Lagerkvist
- Hymn till ett evakuerat Nationalmuseum av Hjalmar Gullberg
- Här är min hand av Jan Fridegård
- I denna natt av Ulla Isaksson
- Korsväg av Artur Lundkvist
- Krilons resa av Eyvind Johnson
- Kärlek och politik (Petreussviten) av Gustaf Hellström
- mannen utan väg av Erik Lindegren
- Månen har gått ned av John Steinbeck
- Nattmusik av Anna Greta Wide

### O – U
- Pascual Duartes familj av Camilo José Cela
- Sista boken av Hjalmar Söderberg (postumt)

## Födda
- 10 januari – Thore Hansen, norsk tecknare, illustratör och författare.
- 16 januari – Sigrid Combüchen, svensk författare och kulturjournalist.
- 30 januari – Mette Newth, norsk författare och illustratör.
- 9 februari – Kirsten Thorup, dansk författare.
- 2 mars – John Irving, amerikansk författare.
- 5 mars – Mike Resnick, amerikansk science fiction-författare.
- 24 mars – Mats Gellerfelt, svensk författare, översättare och kritiker.
- 25 mars – Richard O'Brien, brittisk skådespelare, författare och kompositör.
- 1 april – Samuel R. Delany, amerikansk författare och litteraturkritiker.
- 20 april – Arto Paasilinna, finländsk författare.
- 6 maj – Lars Molin, svensk författare och filmregissör.
- 19 maj – Flemming Quist Møller, dansk musiker, illustratör, filmarbetare och författare.
- 3 juni – Anna-Karin Eurelius, svensk författare.
- 10 juni – Anita Eklund Lykull, svensk författare.
- 17 juni – Ron Padgett, amerikansk poet och essäist.
- 3 juli – Gunilla Bergström, svensk författare och illustratör.
- 2 augusti – Isabel Allende, chilensk författare.
- 17 augusti – Lennart Lundmark, svensk journalist, historiker och författare.
- 1 september
  - António Lobo Antunes, portugisisk författare.
  - C.J. Cherryh, amerikansk författare.
- 7 september
  - Stewe Claeson, svensk författare och folkbildare.
  - Carola Hansson, svensk författare, översättare och dramaturg.
- 22 september – Gunilla Lundgren, svensk författare.
- 3 oktober – Linda Hedendahl, svensk konstnär och poet.
- 31 oktober – Magnus Hedlund, författare och översättare.
- 1 november – Olle Svenning, svensk journalist och författare.
- 11 november – Bo Sigvard Nilsson, svensk författare och dramatiker.
- 14 december – Arvid Lagercrantz, svensk författare och journalist.

## Avlidna
- 22 februari – Stefan Zweig, 60, österrikisk författare.
- 15 april
  - Ludvig ’Lubbe’ Nordström, 60, svensk författare och journalist.
  - Robert Musil, 61, österrikisk författare.
- 24 april – Lucy Maud Montgomery, 67, kanadensisk författare.
- 10 juni – Stanley Lupino, 49, brittisk skådespelare, författare och dramatiker.
- 10 juli – Franz Blei, 71, österrikisk dramatiker, novellist och essäist.
- 5 augusti – Janusz Korczak, 64, polsk läkare, författare och barnpedagog.
- 23 augusti – Walter Serner, 53, tjeckisk författare och dadaist.
- 3 november – Carl Sternheim, 64, tysk dramatiker och novellist.

### Fotnoter
1. ↑  ”Rabén & Sjögren”. Arkiverad från originalet den 30 augusti 2011. https://web.archive.org/web/20110830192414/http://www.rabensjogren.se/om/Forlagshistorik1/. Läst 20 juni 2011.
2. ↑  ”Nobelpriset i litteratur”. https://www.nobelprize.org/prizes/lists/all-nobel-prizes-in-literature/. Läst 20 mars 2011.
3. ↑  ”Elsa Beskows boktitlar”. Arkiverad från originalet den 14 december 2012. https://web.archive.org/web/20121214172009/http://kampanj.bonniercarlsen.se/beskow/titlar1.htm. Läst 12 april 2011.